# Auhausen
Auhausen település Németországban, azon belül Bajorországban. Lakosainak száma 1032 fő (2023. december 31.). Auhausen Hainsfarth és Westheim községekkel határos.

## Népesség
A település népessége az elmúlt években az alábbi módon változott:
| Lakosok száma | 533  | 826  | 654  | 992  | 1033 | 1020 | 1006 | 1008 | 1006 | 1032 |
|               | 1875 | 1950 | 1975 | 1987 | 2012 | 2014 | 2016 | 2017 | 2021 | 2023 |

## Fekvése
A Ries-kráter vidékén, vagyis a Frank-Alb és a Sváb-Alb (Schwäbische-Alb) között elhelyezkedő tölcsér alakú katlanban (Ries-kráter), Oettingentől 6 km-rel északra fekvő település.

## Története

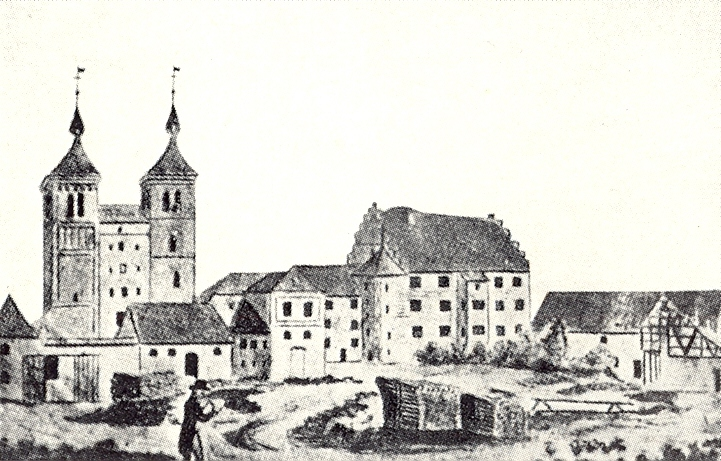
A kolostor épülete és temploma egy 1800-as évekből való rajzon

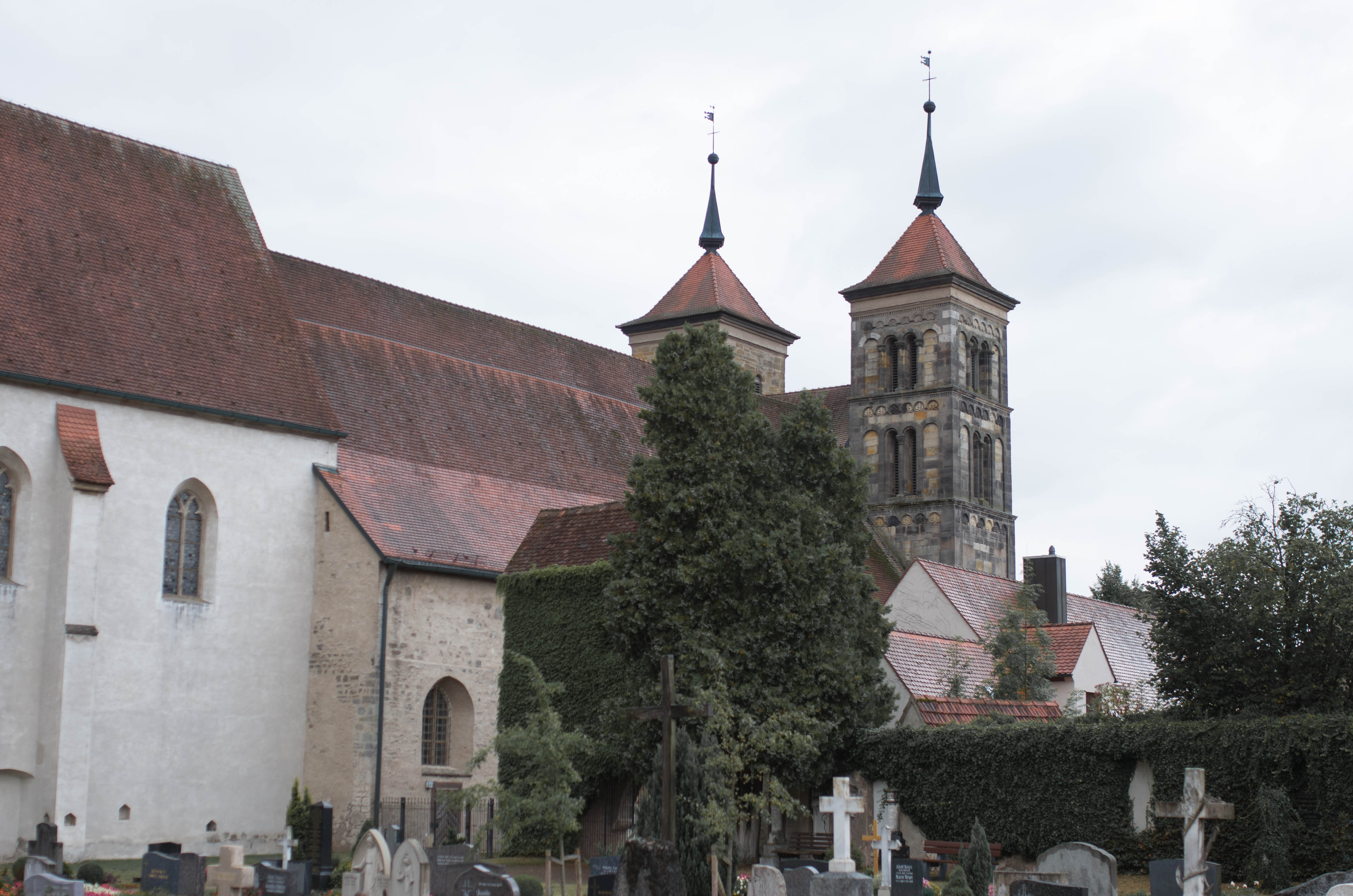

Auhausen falucska nevét 959-ben, I. Ottó német-római császár idejében említette először oklevél. 1136-ban II. Ince pápa Auhausen kolostorát kiváltságokban részesítette.
Kolostorát a lázadó parasztok pusztították el 1525 májusában a német parasztháború alatt. 1530-ban az utolsó apát, Georg Truchseß von Wetzhausen elmenekült Eichstättbe. 1608-ban a birodalom protestáns fejedelmei az auhauseni kolostorban egyesítették a Protestáns Unió védelmi szövetségét. A kolostor épületeit a 19. században nagyrészt lebontották.

## Nevezetességek
- Apátsági templom - a 17. században alapított benedek-rendi kolostor (Benediktiner-Abteirkirche) apátsági temploma (Szent Mária kolostortemplom) román stílusban épült. A templom magas homlokzata erődített városkapura emlékeztet, majdnem eléri az egyenlőtlen kiképzésű két torony csúcsát.
- Mária oltár - az apátsági templom gyönyörű Mária oltára  1513-ból való: Albrecht Dürer növendékének, Hans Schäufeleinnek az alkotása.

## Itt születtek, itt éltek
- Philipp Meyer (1896-1962) német politikus, a Bundestag tagja (CSU)
- Otto Meyer-Auhausen (1893-1970) író

## Galéria

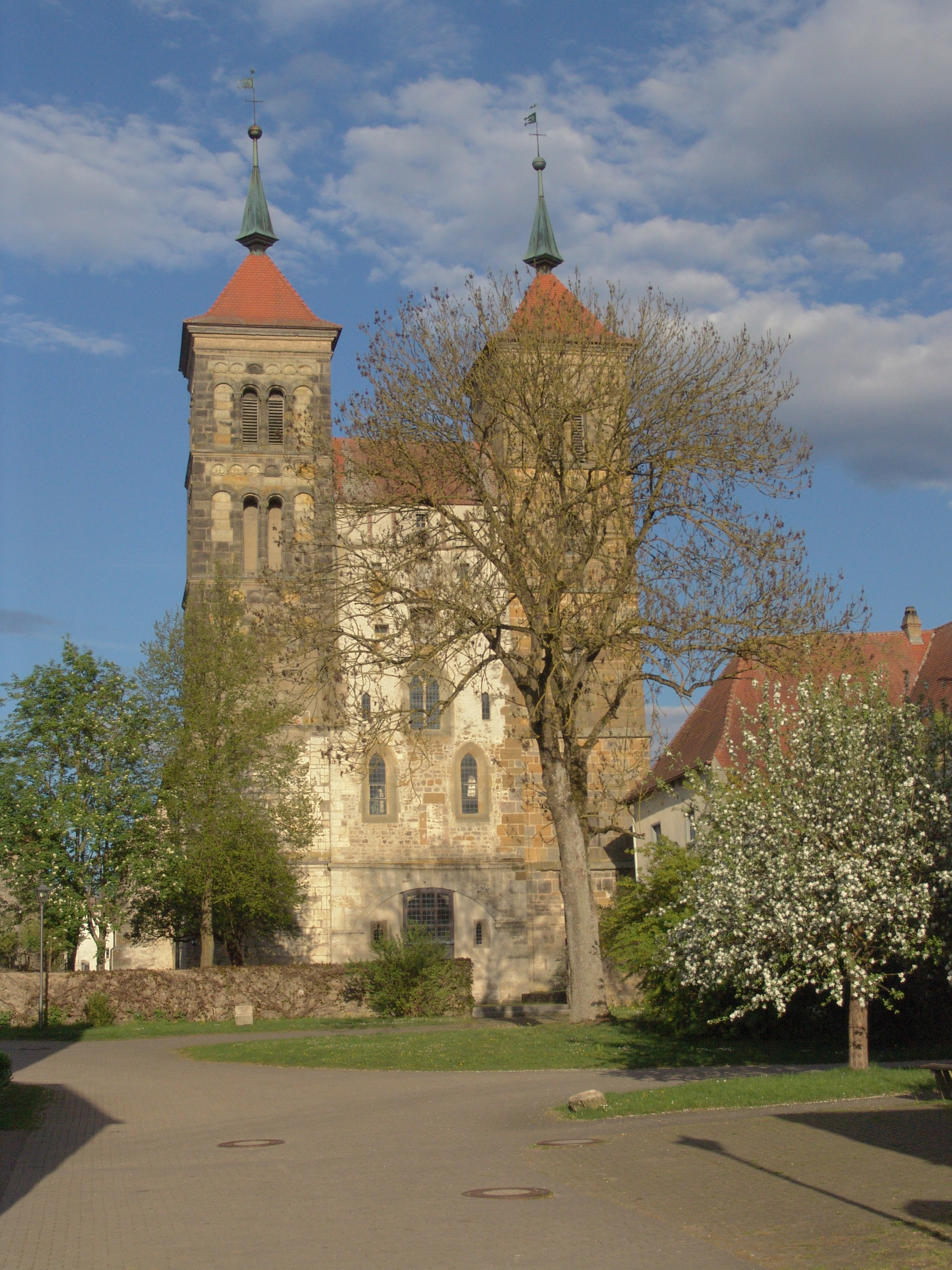
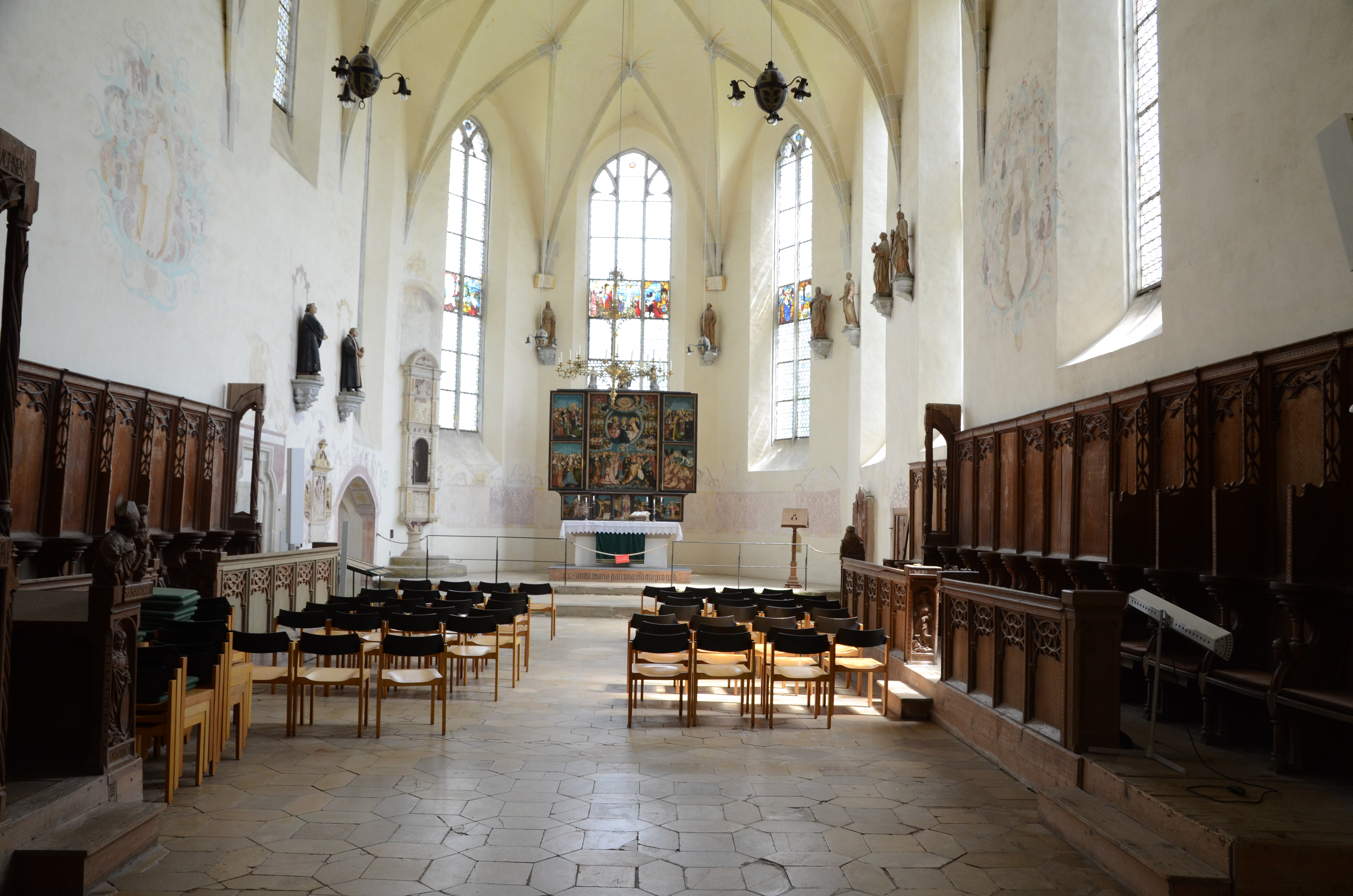
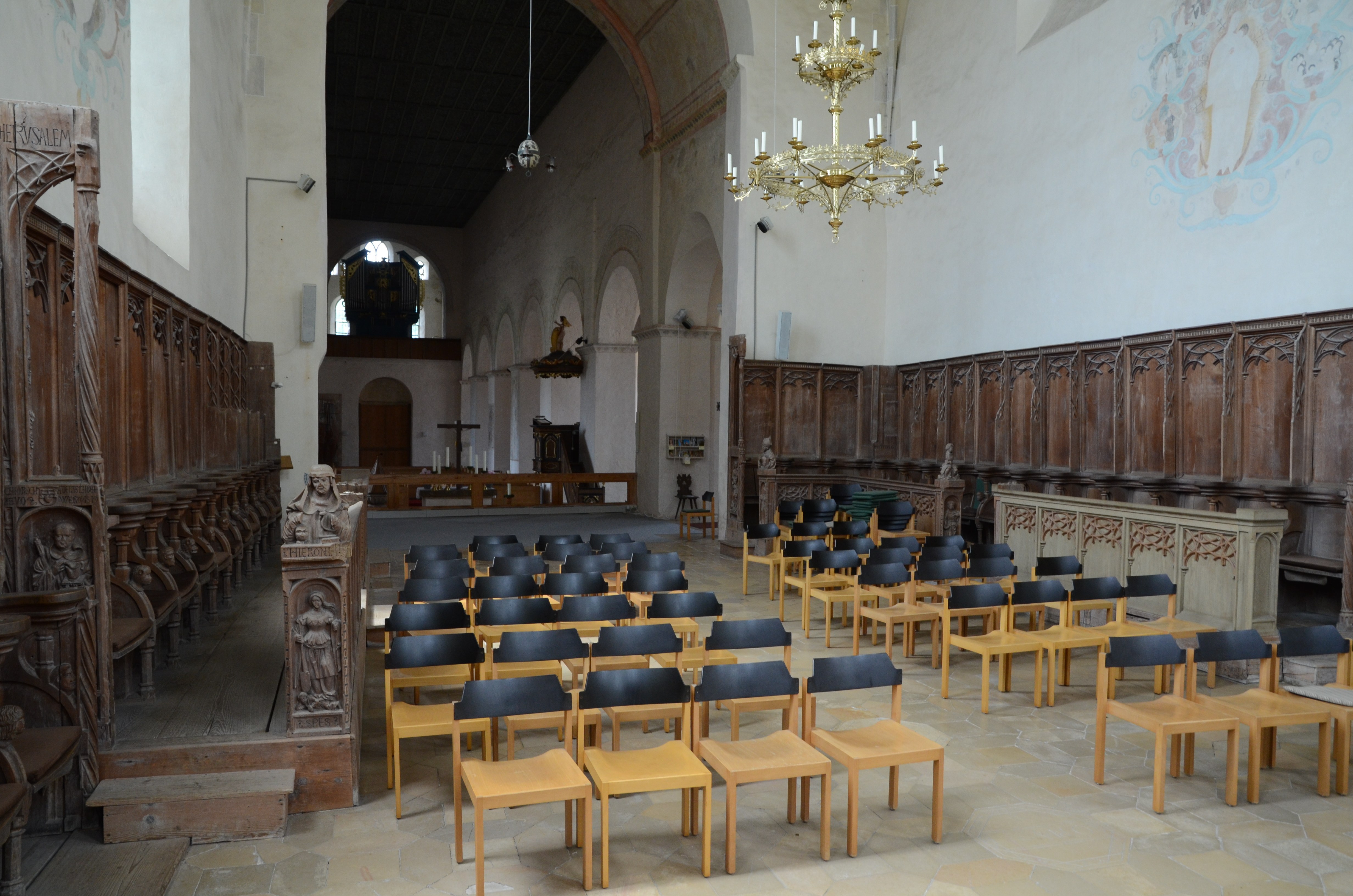
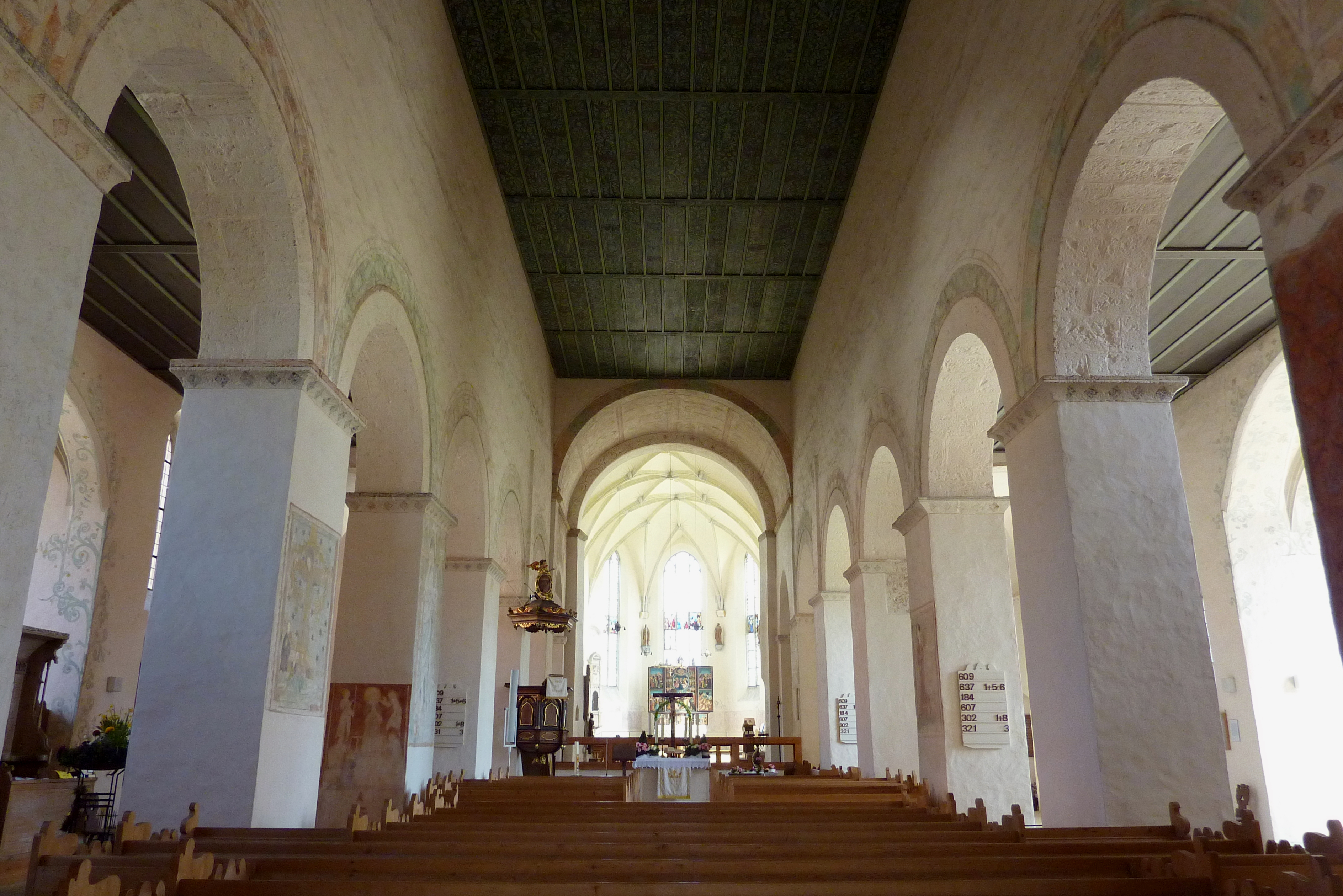
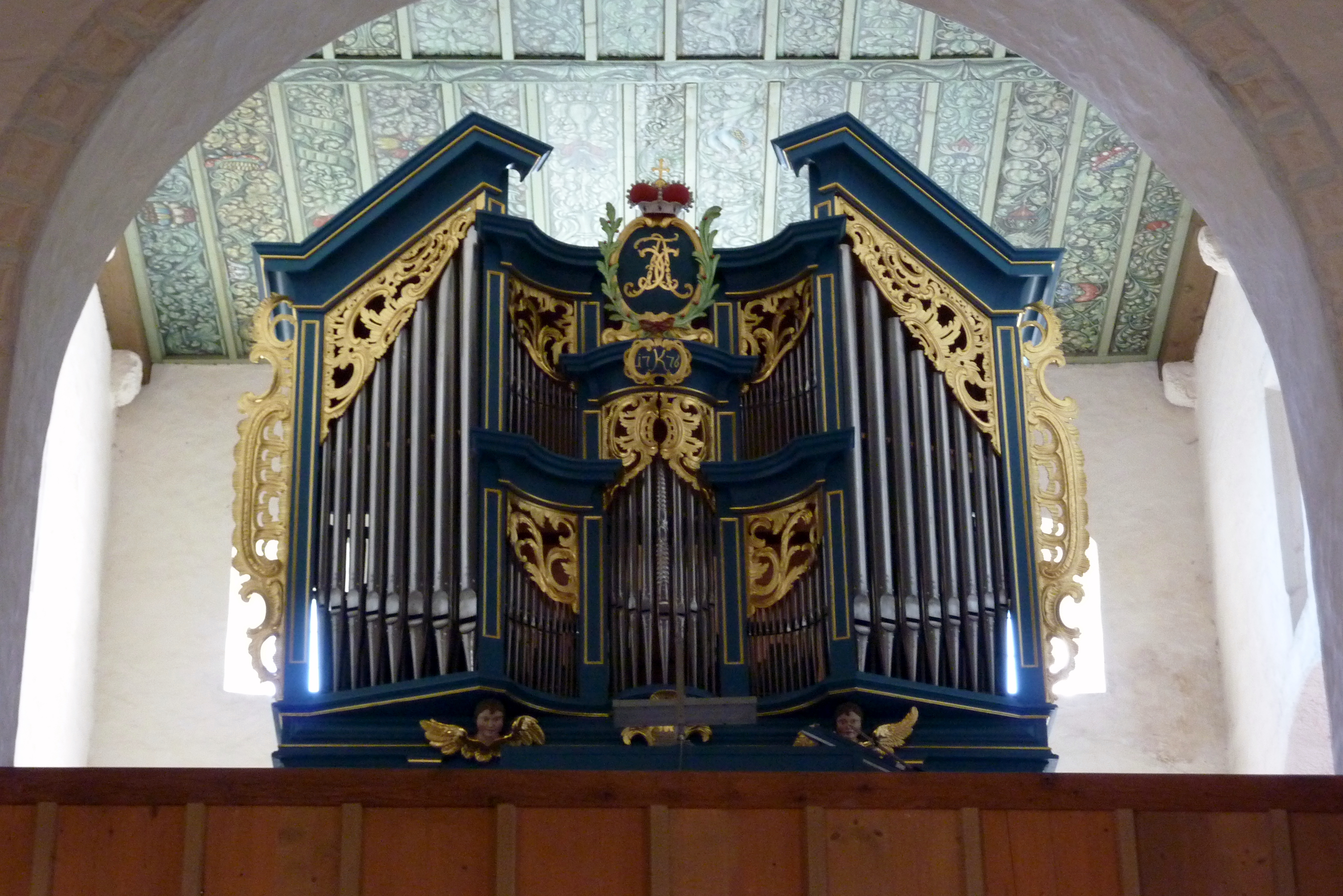
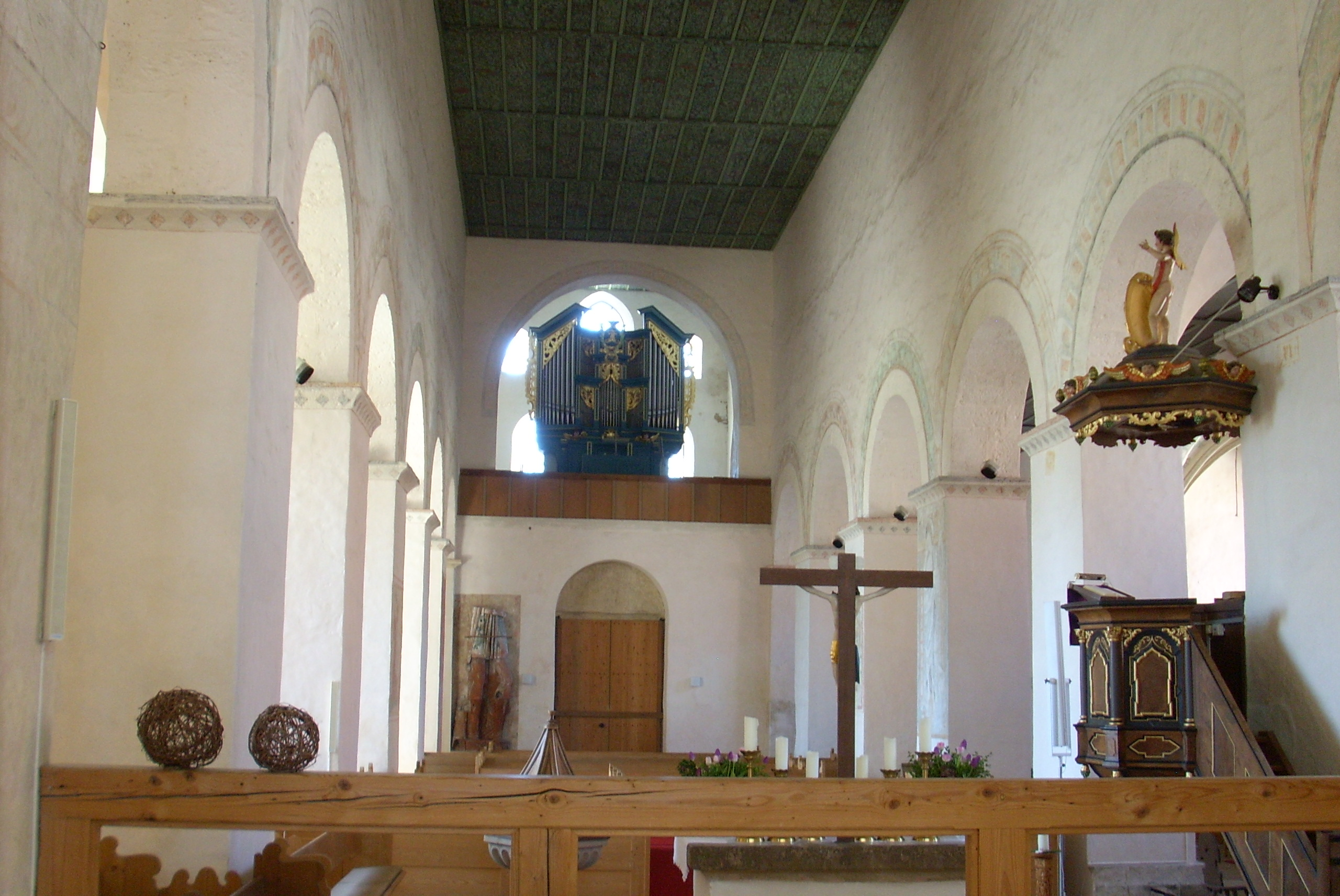
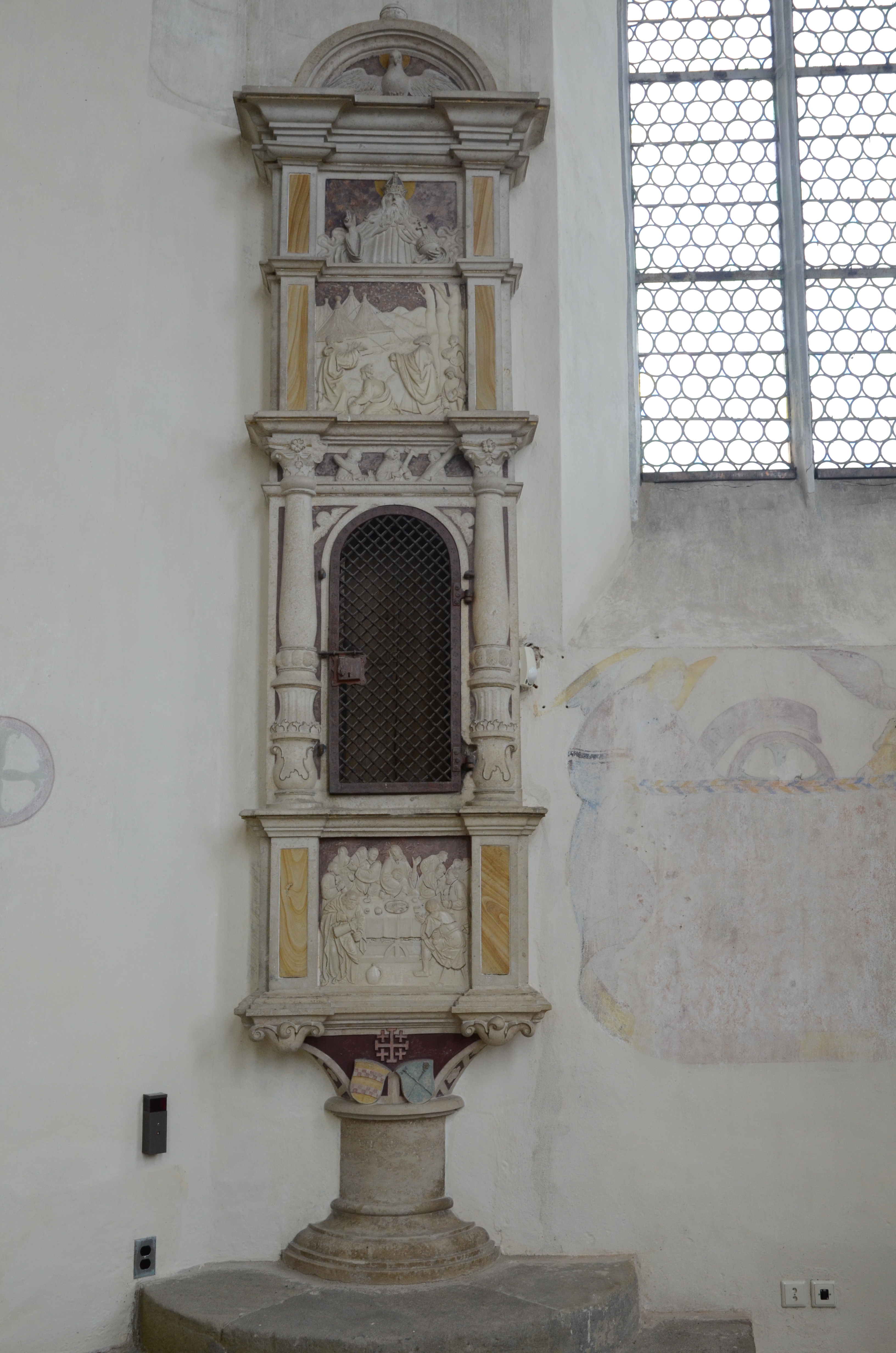
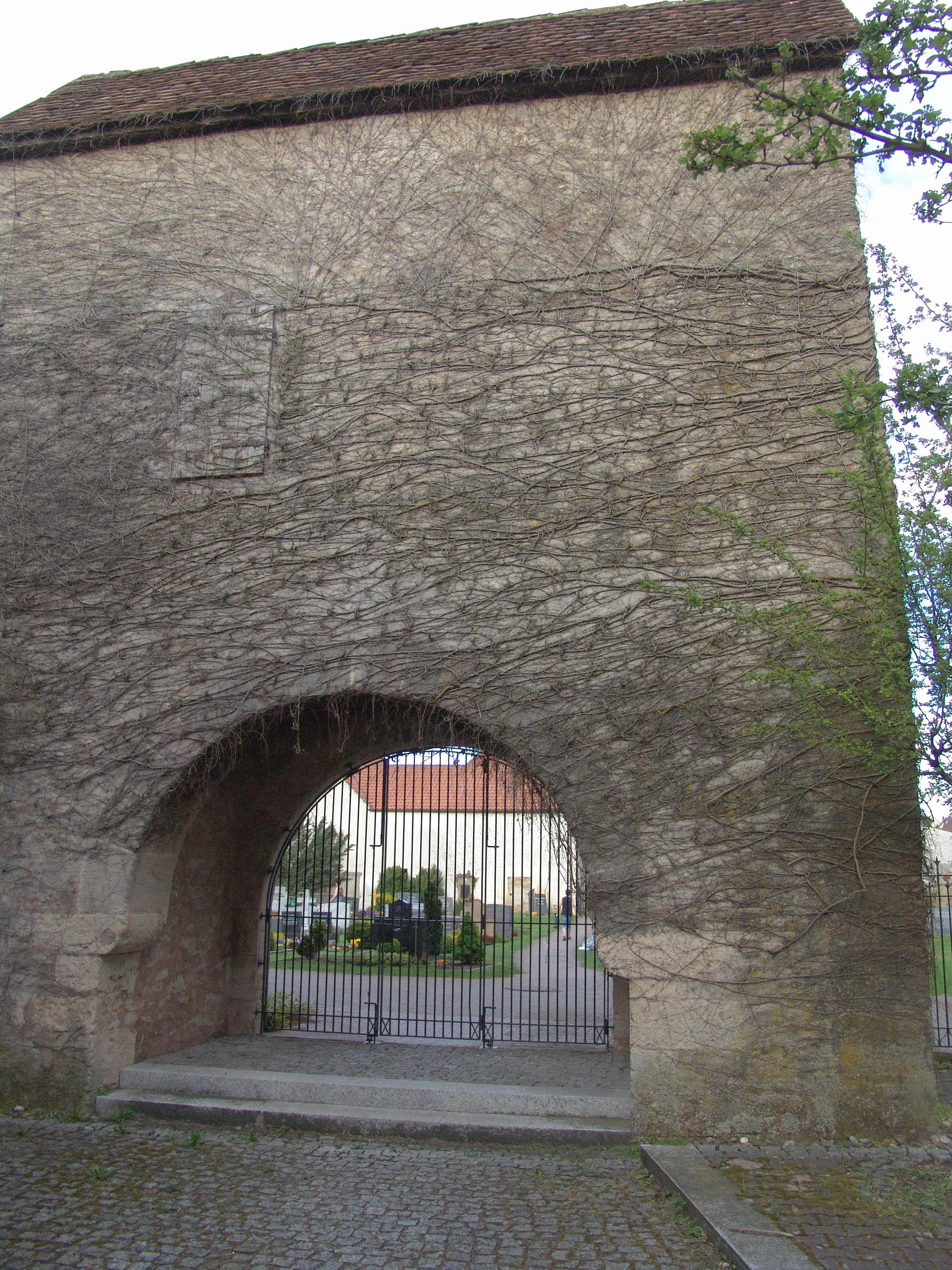
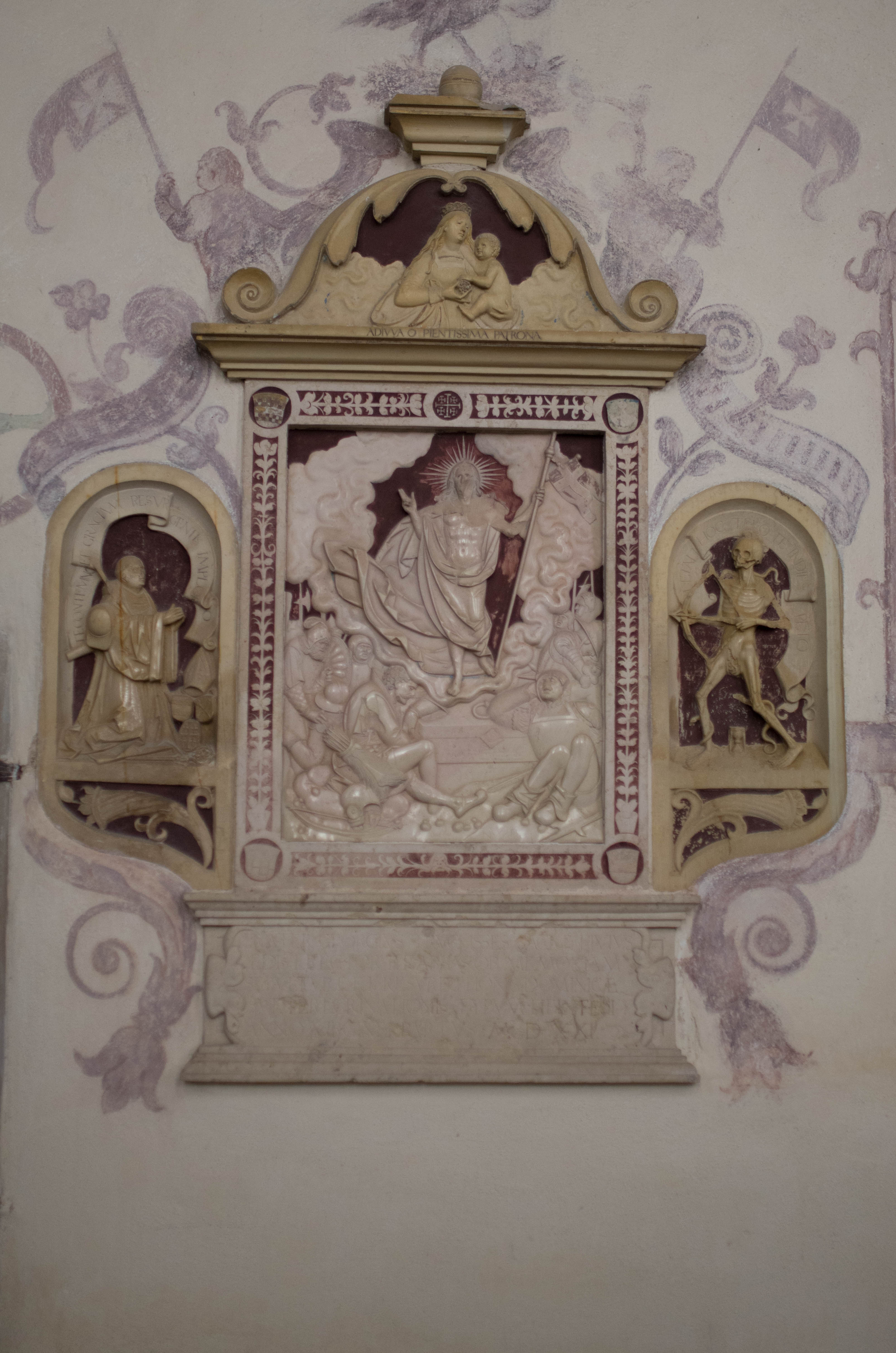
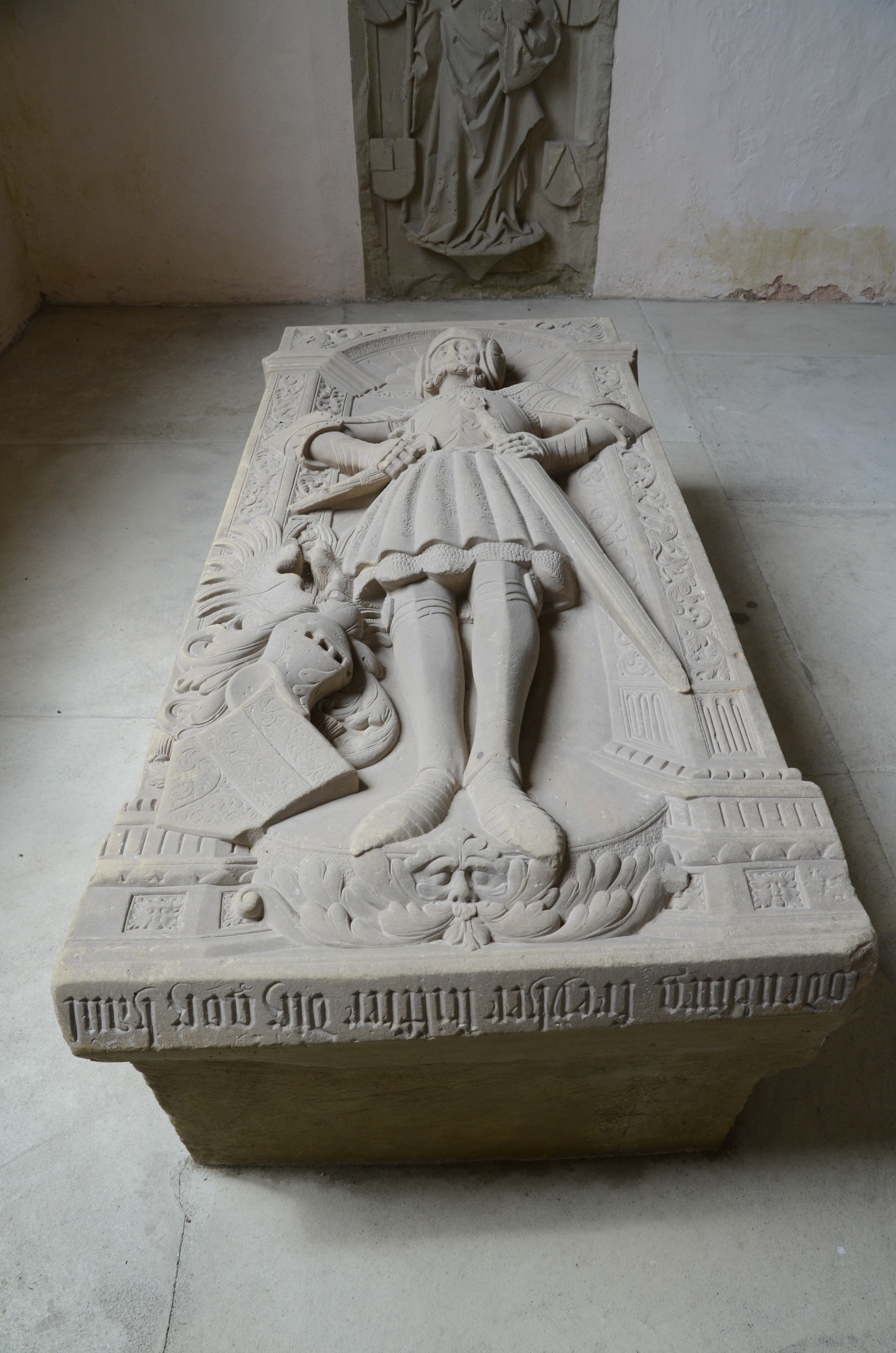
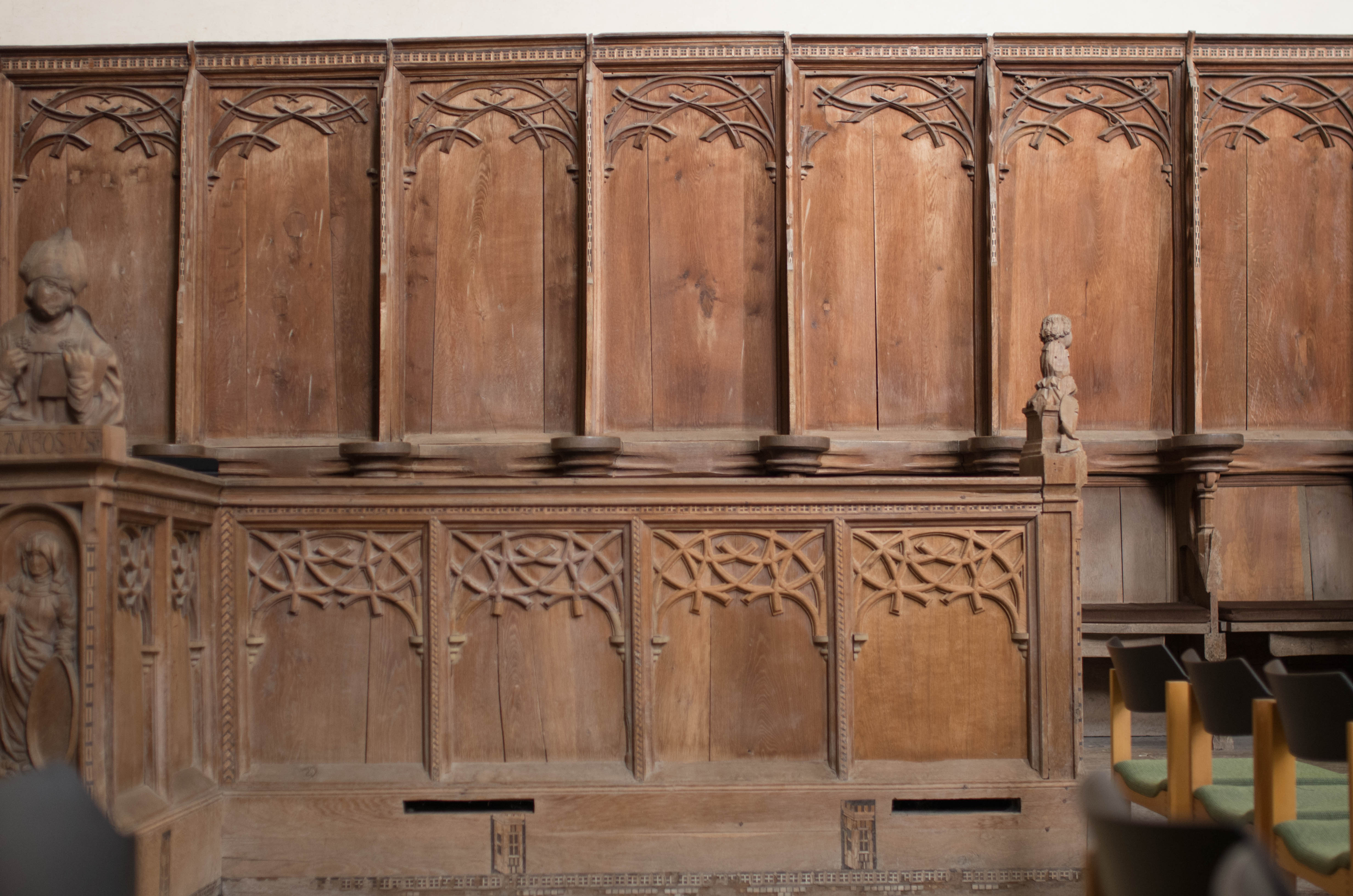
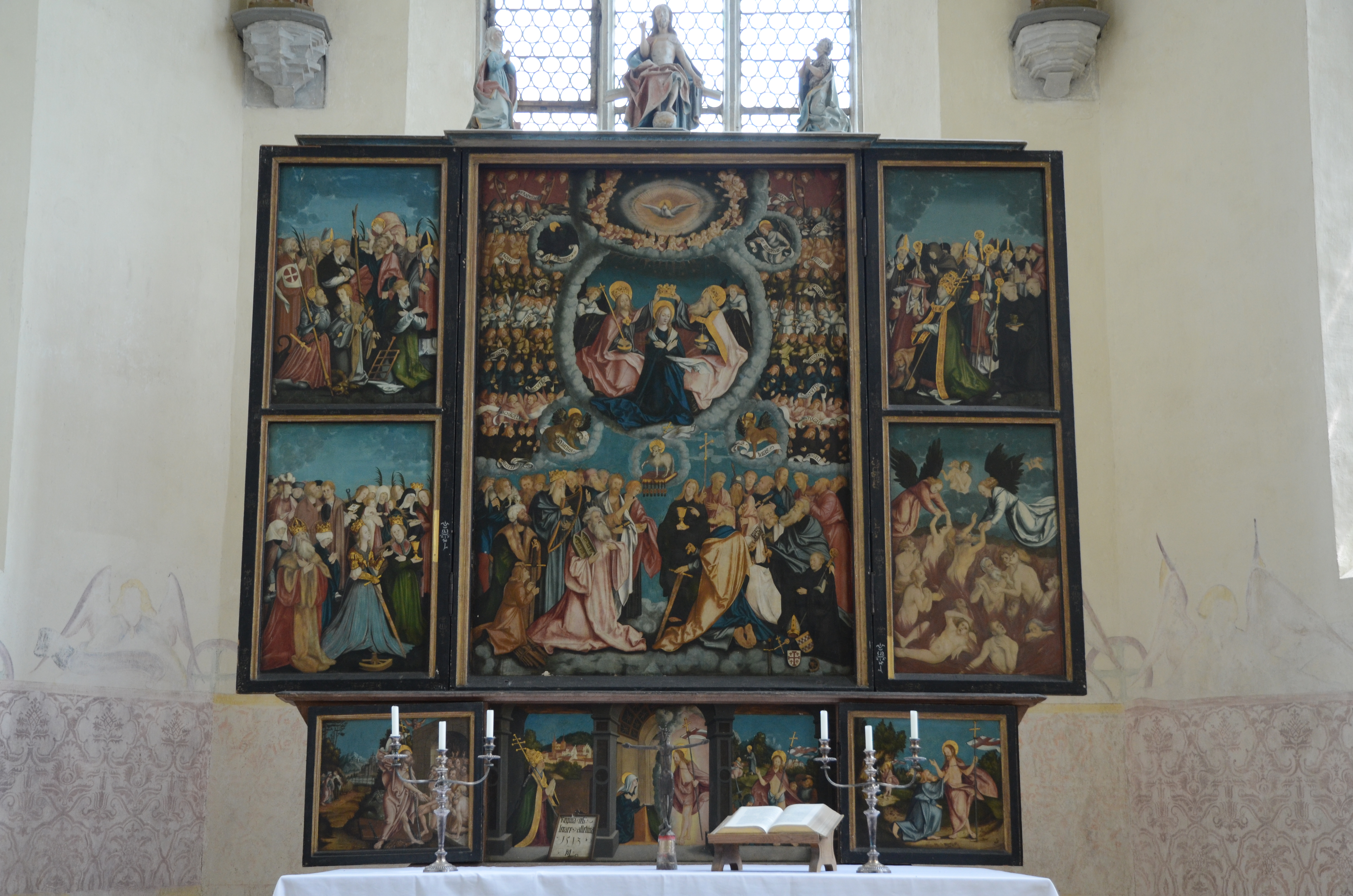
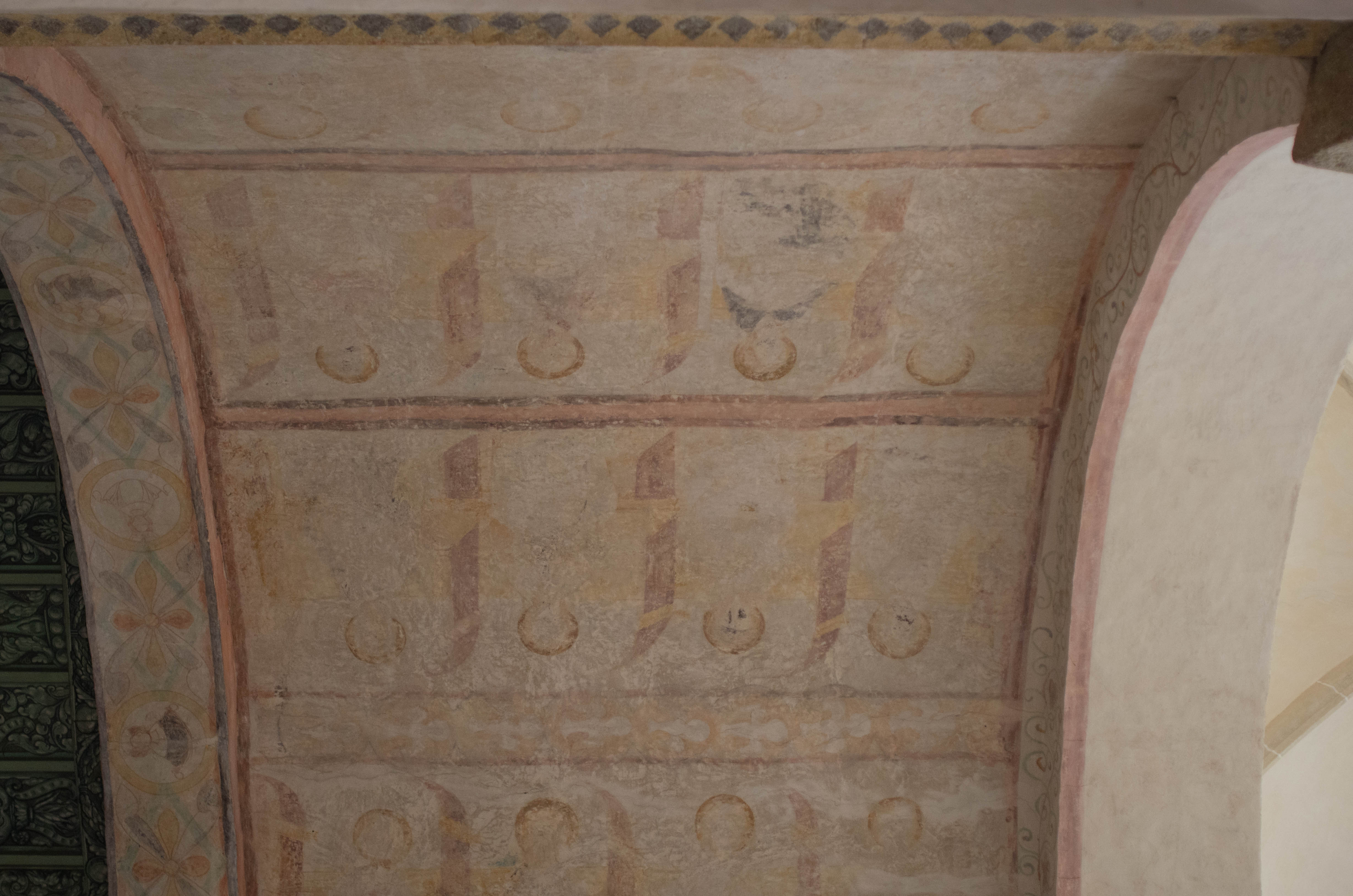
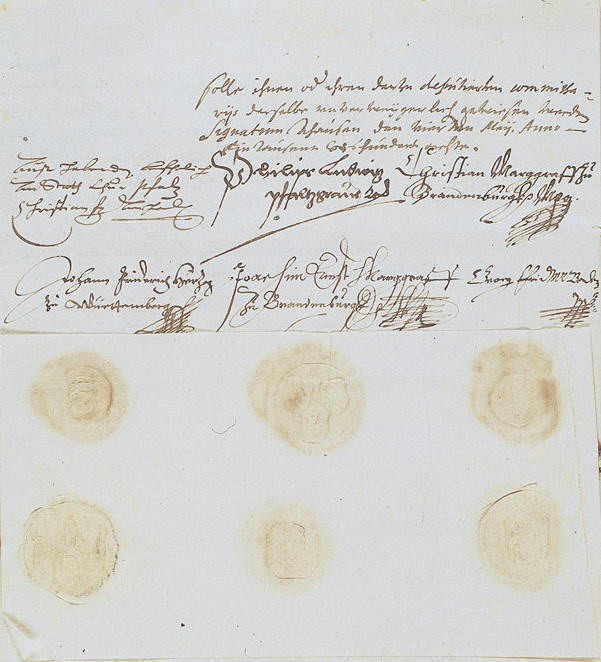
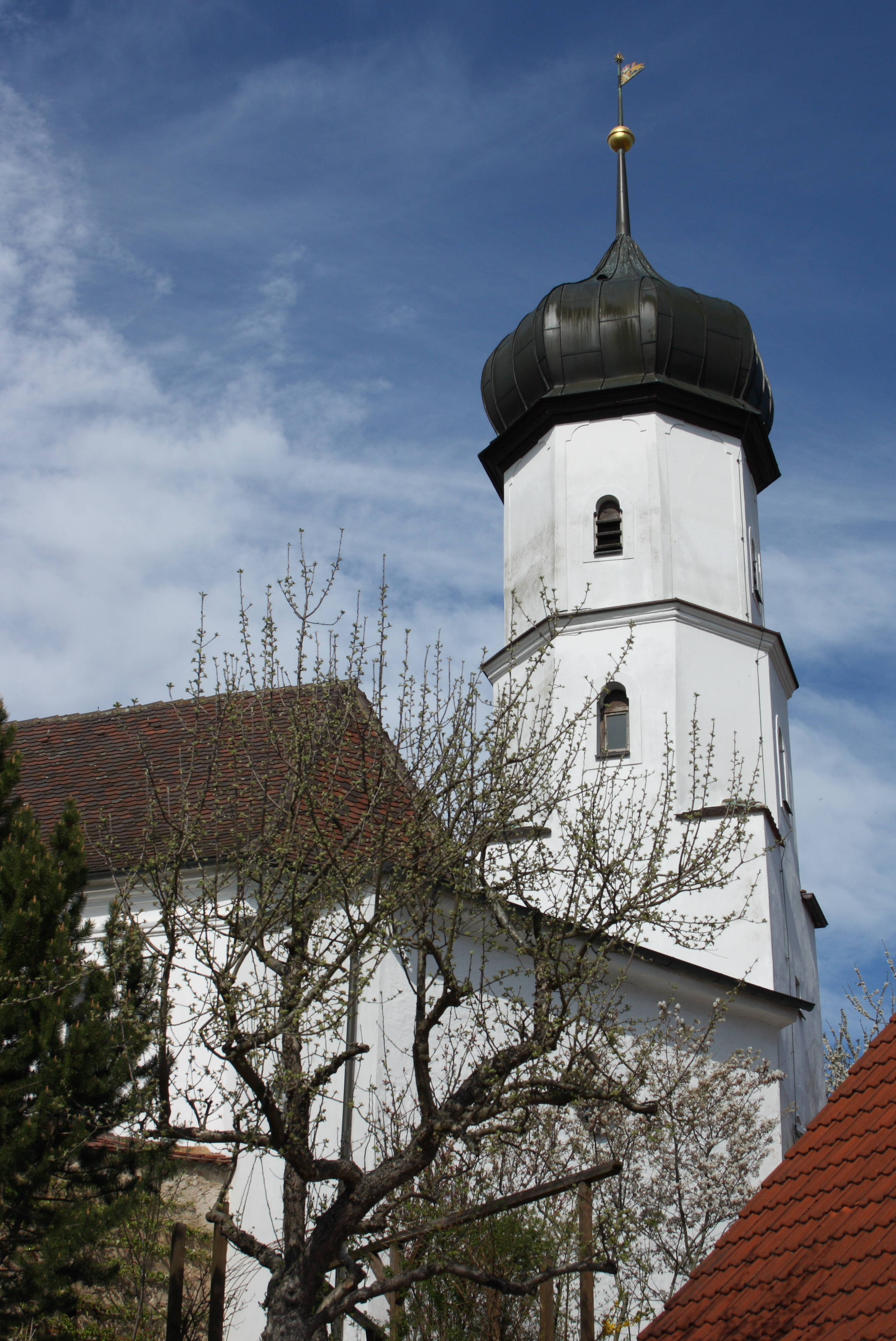
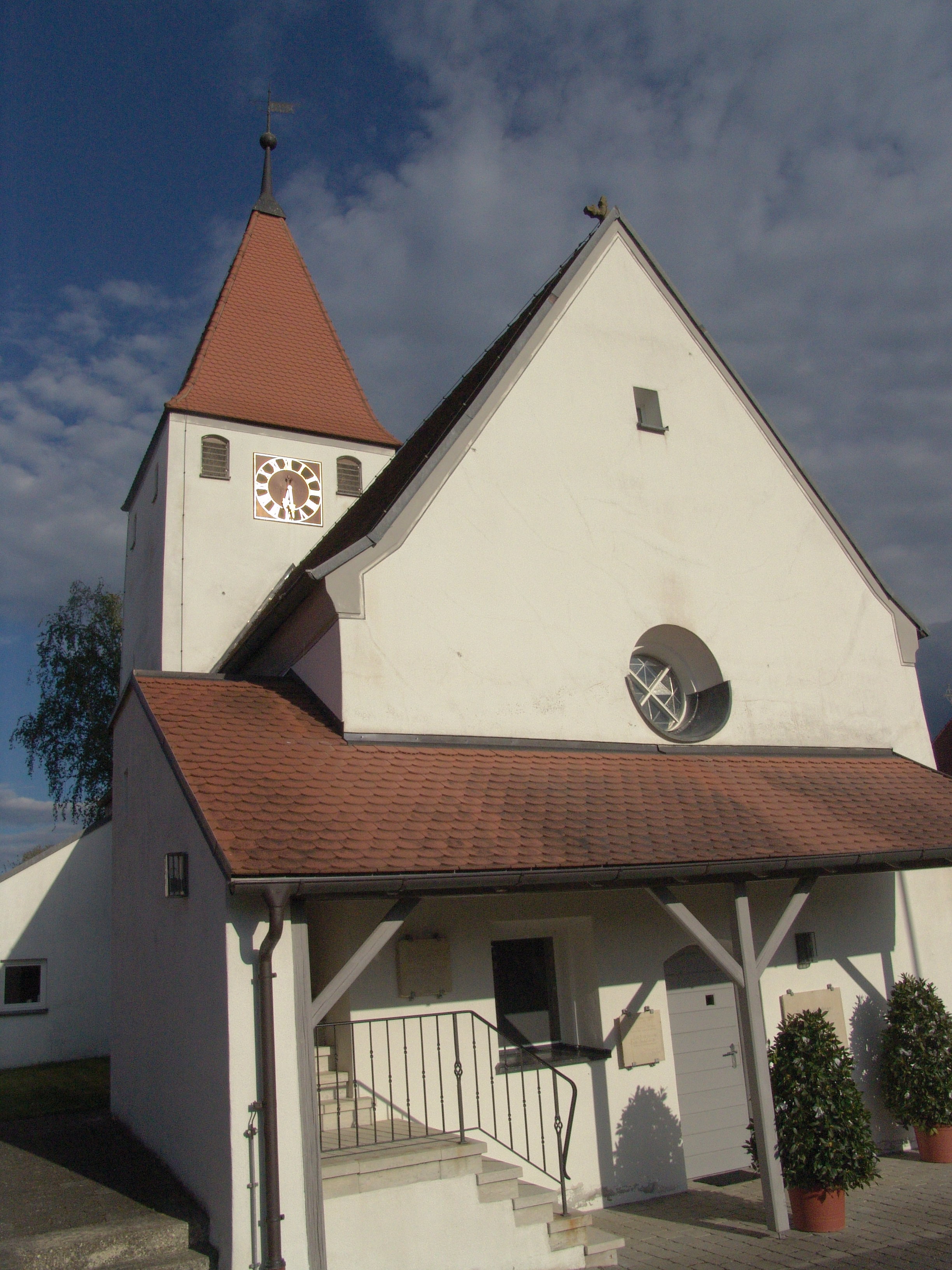

## Fordítás
- Ez a szócikk részben vagy egészben  az   Auhausen című német Wikipédia-szócikk fordításán alapul.  Az eredeti cikk szerkesztőit annak laptörténete sorolja fel. Ez a jelzés csupán a megfogalmazás eredetét és a szerzői jogokat jelzi, nem szolgál a cikkben szereplő információk forrásmegjelöléseként.